# Le Château de Yurek
Série Brivido giallo
La Maison de l'ogre
(1988)
Pour plus de détails, voir Fiche technique et Distribution.
Le Château de Yurek ou Vampire, le château de Yurek (A cena col vampiro) est un téléfilm italien de Lamberto Bava, diffusé pour la première fois en France dans Les Accords du Diable le 14 novembre 1988 sur La Cinq. Puis en Italie, le 26 août 1989 dans la collection Brivido Giallo sur Italia 1.

## Synopsis
Quatre acteurs remportent une audition pour jouer dans un film d'horreur et se rendent au château du réalisateur pour une réunion et pour y passer la nuit. Le réalisateur est en fait un vampire qui met ses invités au défi de le tuer.  Le vampire ne peut être tué que d'une seule manière .

## Fiche technique
- Genre : Horreur , Fantastique
- Interdit aux moins de 12 ans

## Distribution
- George Hilton : Jurek
- Riccardo Rossi : Gianni
- Patrizia Pellegrino : Rita
- Yvonne Sciò : Monica
- Valeria Milillo (it) : Sasha
- Daniele Aldrovandi : Gilles
- Igor Zalewsky (it) : Ale
- Letizia Ziaco : Nadia
- Stefano Sabelli (it) : Matteo
- Roberto Pedicini (it) : metteur en scène
- Isabel Russinova (it) : Veronica